# David Noon
David Noon (* 23. Juli 1946 in Johnstown, Pennsylvania) ist ein US-amerikanischer Komponist und Musikpädagoge.
Noon spielte als Kind zunächst Klarinette, später auch Fagott, Flöte und Klavier. Er studierte am Pomona College Komposition bei Karl Kohn (Bachelor 1968). Er setzte seine Kompositionsausbildung bei Darius Milhaud, Yehudi Wyner und Mario Davidovsky fort, studierte dann mittelalterliche Musik an der New York University und schließlich Musikwissenschaft und Komposition an der Yale University. Als Fulbright-Stipendiat besuchte er 1972–73 das Warschauer Konservatorium.
Von 1973 bis 1976 unterrichtete Noon Musiktheorie und Komposition an der Musikschule der Northwestern University. Von 1976 bis 1977 war er Composer in Residence der Wurlitzer Foundation in Taos/New Mexico. Seit 1981 unterrichtet er Musikgeschichte an der Manhattan School of Music. Daneben war er von 1996 bis 1998 Composer in Residenca an der Episcopal Cathedral of St. John the Divine.
Noon komponierte u. a. sieben Streichquartette und andere kammermusikalische Werke (darunter ein Saxophonquartett), Ballettmusik, Lieder, kirchenmusikalische Werke, ein Klavierkonzert und eine Oper.